# Biduanda melisa
Biduanda melisa är en fjärilsart som beskrevs av William Chapman Hewitson 1869. Biduanda melisa ingår i släktet Biduanda och familjen juvelvingar. Inga underarter finns listade i Catalogue of Life.